# 21-es busz (Debrecen)

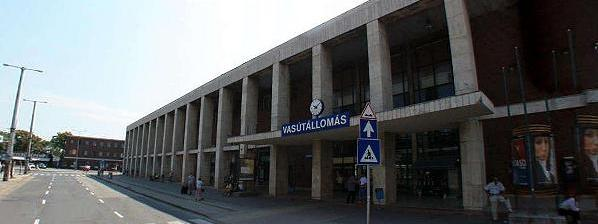
Nagyállomás

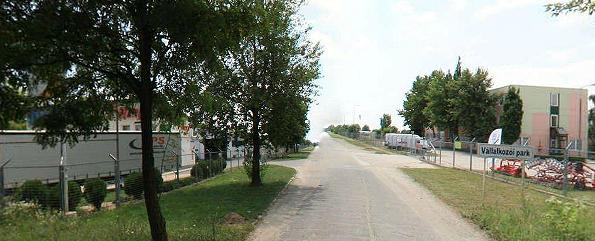
Nyugati Ipari Park

A debreceni 21-es jelzésű autóbusz a Nagyállomás és a Nyugati Ipari Park között közlekedik. Útvonala során érinti a Nagyállomást, Malomparkot, Gábor Dénes Szakközépiskolát, Vízműt, Park Centert, Stop Shopot, Metrót és a Nyugati Ipari Parkot.
Jelenlegi menetrendje 2018. április 1-jétől érvényes.

## Története
1998. május 1-én a 20-as járatcsalád megszűnt, az M20-as busz szerepét pedig a Nagyállomás - Piac utca - Kossuth utca - Faraktár utca - Rakovszky Dániel utca - Nyíl utca - Bem tér - Füredi út - Balmazújvárosi út - Házgyár útvonalon közlekedő 21-es busz vette át. 2001. március 1-én a Nagyállomás - Wesselényi utca - Hajnal utca - Rakovszky Dániel utca útvonalra került át. 2007-ben megszűnt a régi házgyári forduló. Helyette a Balmazújvárosi út - Nyugati Ipari Park szervízút - Házgyár utca - Kishatár utca - Balmazújvárosi út útvonalon fordultak meg a 21-es és 23-as buszok. 2009-ben követését órásra sűrítették, viszont kihasználatlanság miatt 2010-től ismét csak csúcsidőben és műszakváltásokkor közlekedik. 2017-től a Nagyállomás felé a Nyíl utcán megállás nélkül hajt át.

## Útvonala
| Év        | Végállomások                     | Útvonal oda | Útvonal vissza |
| --------- | -------------------------------- | --- | --- |
| 1998-2001 | Nagyállomás – Házgyár            | Piac utca – Kossuth utca – Faraktár utca – Rakovszky Dániel utca – Nyíl utca – Hadházi út – Füredi út – Balmazújvárosi út | Balmazújvárosi út – Füredi út – Hadházi út – Nyíl utca – Rakovszky Dániel utca – Faraktár utca – Kossuth utca – Piac utca                     |
| 2001-2007 | Nagyállomás – Házgyár            | Wesselényi utca – Hajnal utca – Rakovszky Dániel utca – Nyíl utca – Hadházi út – Füredi út – Balmazújvárosi út            | Balmazújvárosi út – Füredi út – Hadházi út – Nyíl utca – Rakovszky Dániel utca – Hajnal utca – Wesselényi utca                                |
| 2007-től  | Nagyállomás – Nyugati Ipari Park | Wesselényi utca – Hajnal utca – Rakovszky Dániel utca – Nyíl utca – Hadházi út – Füredi út – Balmazújvárosi út            | Házgyár utca – Kishatár utca – Balmazújvárosi út – Füredi út – Hadházi út – Nyíl utca – Rakovszky Dániel utca – Hajnal utca – Wesselényi utca |

## Megállóhelyei
| 0  | Nagyállomás végállomás                 | 25 | 1, 2 10, 10A, 10Y, 14, 16, 18, 18Y, 30, 30A, 30I, 30N, 37, 39, 42, 42A, 43, 44, 46, 46E, 46H, 47, 47Y, 48, 49, 49Y, 146, A1, Airport1 5, 5A Helyközi buszok S506 sebesvonat, gyorsvonat, IC, EC, expresszvonat |
| 2  | Wesselényi utca                        | 24 | 15, 15Y, 16, 30, 30A, 30N, 37, 43, A1 5, 5A Helyközi buszok |
| 4  | Hajnal utca                            | 22 | 15, 15Y, 16, 19, 25, 25Y, 37, 41, 41Y, 43, 45, 125, 125Y, A1 4, 5, 5A Helyközi buszok |
| 6  | Benedek Elek tér                       | 20 | 16, 19 4, 5, 5A Helyközi buszok |
| 9  | Nyíl utca                              | ∫  | A1 |
| 12 | Bem tér                                | 16 | 1 23, A1 |
| 14 | Malompark                              | 14 | 2 12, 23, 23Y, 33, A1 |
| 16 | Jerikó utca                            | ∫  | 33, A1 |
| 17 | Füredi kapu (↓) Domokos Lajos utca (↑) | 12 | 15, 15Y, 22, 22Y, 24, 24Y, 33, 33E, 34, 35, 35Y, 36, A1 Helyközi buszok |
| 18 | Honvéd Középiskola                     | 9  | 33, A1 |
| 20 | Vízmű                                  | 7  | 33, A1 Helyközi buszok |
| 22 | Bevásárlóközpontok                     | 5  | 33, 33E, A1 Helyközi buszok |
| ∫  | Házgyár utca                           | 3  | 42, 42A, 43 |
| ∫  | Nyugati Ipari Park, szervizút II.      | 2  | 42 |
| ∫  | Nyugati Ipari Park, szervizút I.       | 1  | 42 |
| 24 | Nyugati Ipari Park végállomás          | 0  | 42 |

## Menetrend
- Hivatalos menetrend
- Egyszerűsített menetrend